# Sint-Willibrorduskerk (Lemmer)
De Sint-Willibrorduskerk is de rooms-katholieke Parochiekerk H. Willibrordus in Lemmer in de provincie Friesland.

## Beschrijving
De kerk is een neogotische pseudobasiliek met vier traveeën uit 1901 die een oudere kerk verving. Het bouwwerk werd ontworpen door de architect Nicolaas Molenaar sr., een leerling van Pierre Cuypers. De gebrandschilderde ramen zijn onder andere gemaakt door Joep Nicolas.

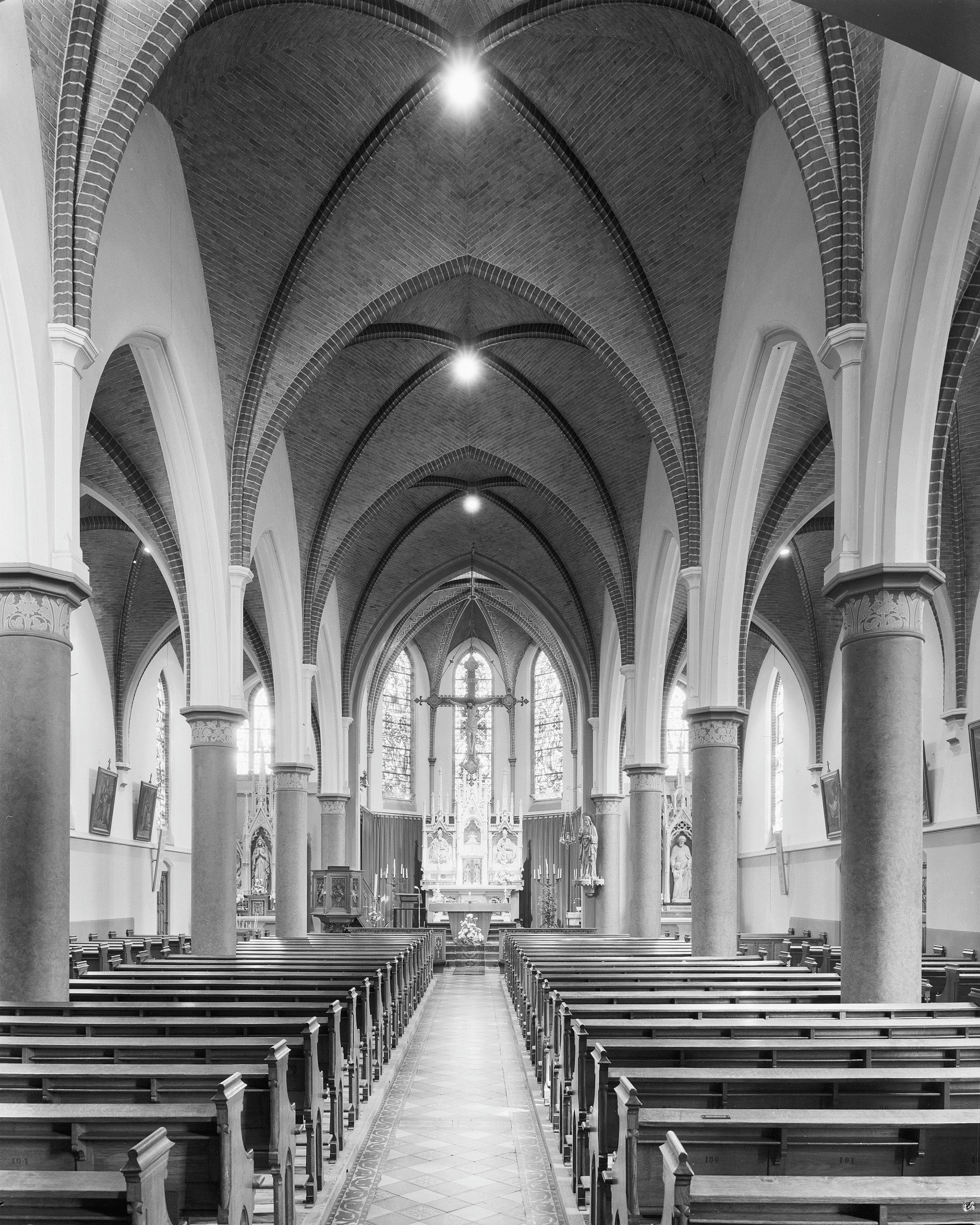
Interieur richting koor
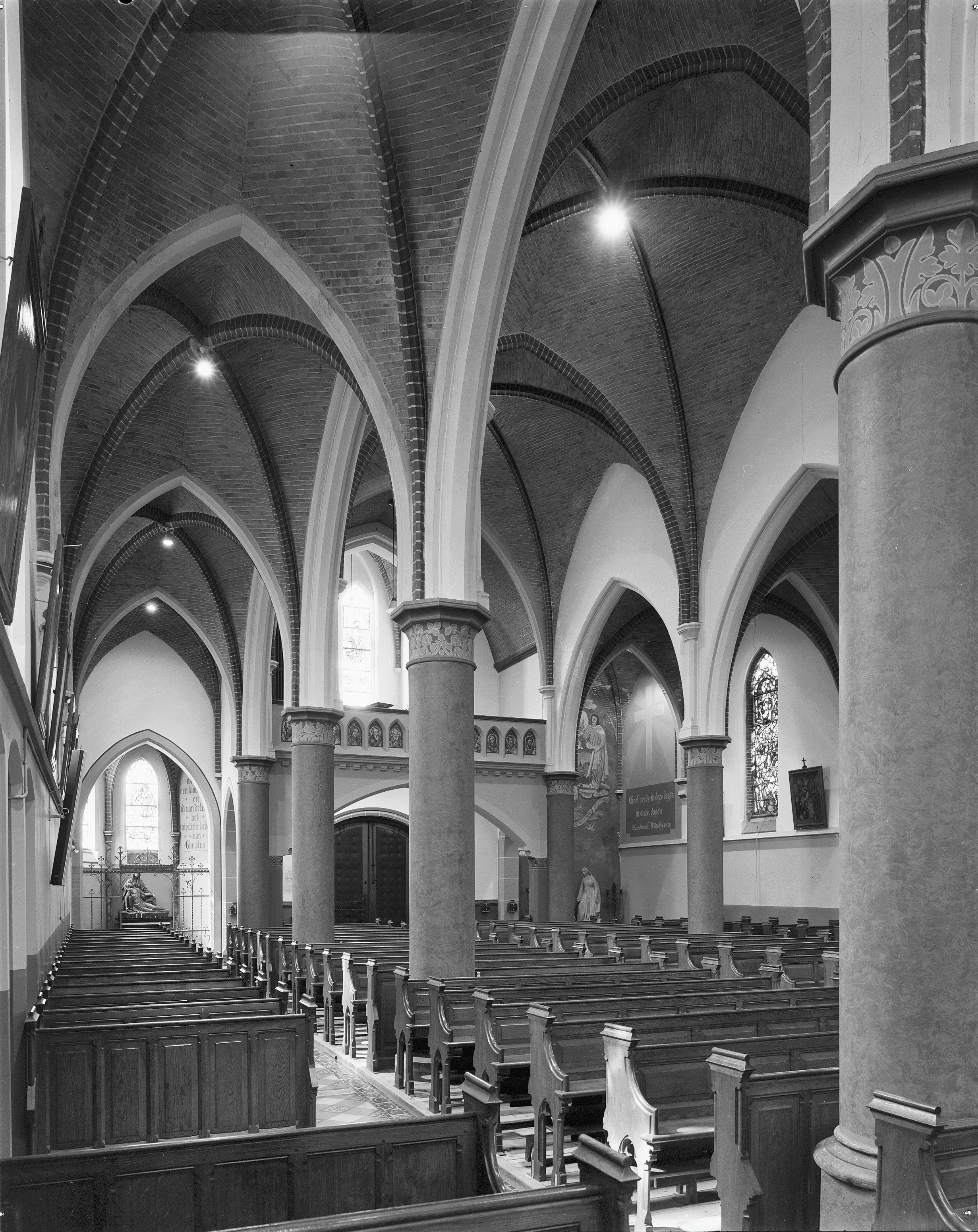
Interieur (1977)
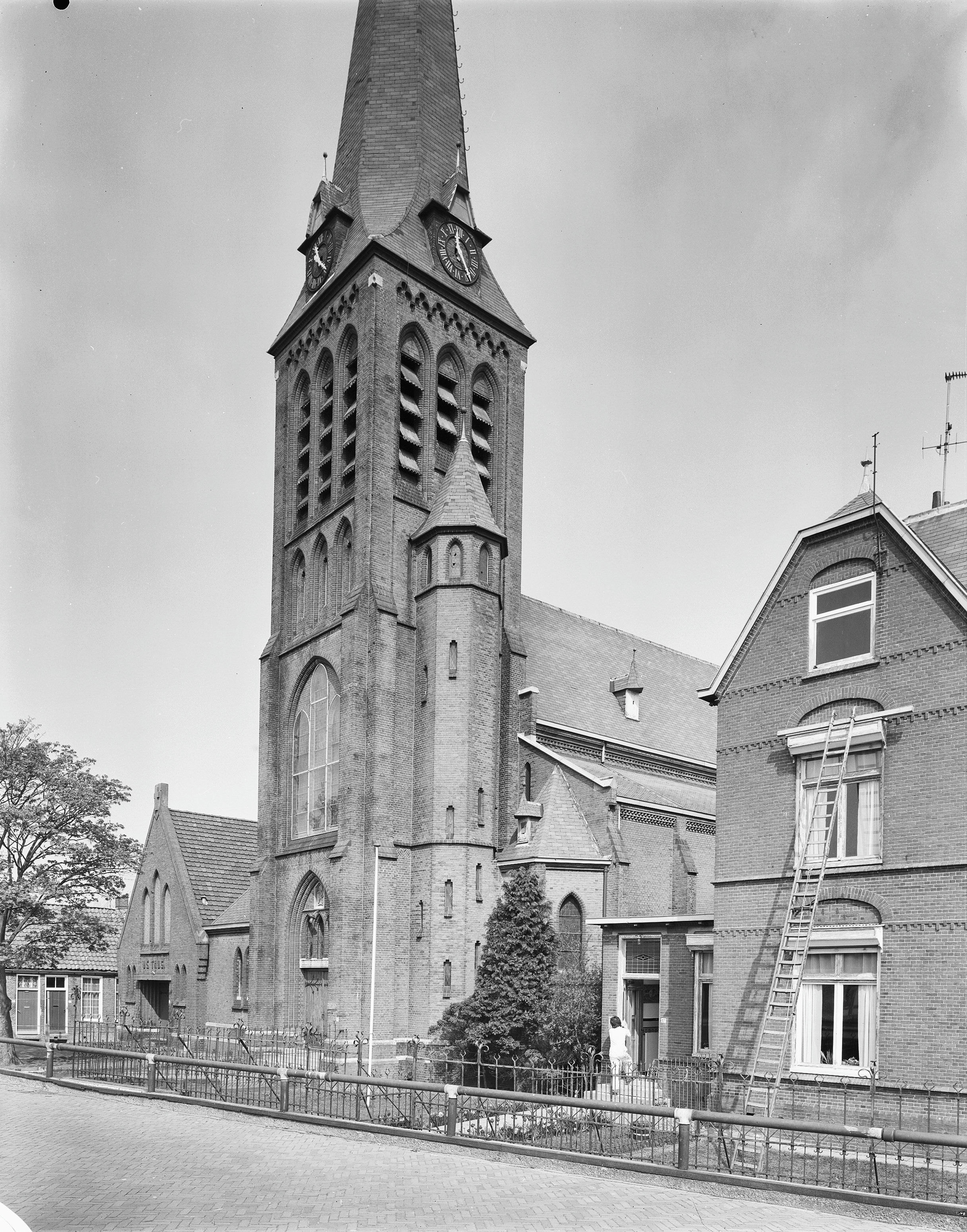
Voorgevel

De kerk behoort sinds 2015 tot de 
Heilige Christoffel Parochie.
Sint-Bonifatiuskerk (Dokkum) · 
Sint-Bonifatiuskerk (Leeuwarden) · 
Sint-Clemenskerk · 
Sint-Franciscuskerk (1865) · 
Sint-Fredericuskerk ·
Sint-Jozefkerk · 
Sint-Ludgeruskerk · 
Sint-Martinuskerk (Roodhuis) · 
Sint-Martinuskerk (Sneek) ·
Sint-Michaëlskerk ·
Sint-Nicolaaskerk ·
Sint-Odulphuskerk · 
Sint-Vituskerk · 
Sint-Werenfriduskerk ·
Sint-Willibrorduskerk · 
Sint-Wirokerk · 
Ten Hemelopnemingkerk
Kerken in Friesland